# Grant Parish
Grant Parish (franska: Paroisse de Grant) är ett administrativt område, parish, i delstaten Louisiana, USA. År 2010 hade området 22 309 invånare. Den administrativa huvudorten är Colfax.

## Geografi
Enligt United States Census Bureau har countyt en total area på 1 721 km². 1 671 av den arean är land och 50 km² är vatten.  

### Angränsande områden
- Winn Parish - norr
- La Salle Parish - öster
- Rapides Parish - syd
- Natchitoches Parish - väster

### Städer och samhällen
- Colfax
- Dry Prong
- Georgetown
- Montgomery
- Pollock